# NG (ゲーム情報誌)
『NG』（エヌジー）とは、かつてナムコ（後のバンダイナムコエンターテインメント）が発行していた広報誌。正式名称は『namco COMMUNITY MAGAZINE NG』。「NG」は「ナムコガイド」の略。1983年に創刊され、ナムコ直営のゲームセンター等で無料で配布された。現在でいうフリーマガジンにあたる。

## 概要
季刊時代は、発行されていた1980年代前半 - 中盤にかけてがいわゆる「ナムコ黄金期」と称される年代にあたる。発行日は1・4・7・10月の25日とされていたが、実際に店舗に届くのは何日か前後することもあった。初期は予算の都合もあって発行部数が少なかったため、店舗によっては店員と仲の良い常連客にしか行き渡らないという状況もよくあった。当時はまだアーケードゲームを扱う定期刊行物は『AMライフ』くらいしかなく、メーカーが直接発行する情報誌という特殊性とナムコブランドの人気と相まって、アーケードゲーム好事家の間では情報誌という側面とともに、貴重な「ナムコグッズ」として持っているだけで羨ましがられるステータスシンボル的な要素があった。
原則としてナムコ直営店のみでの配布だったが、一部のシングルロケ（ナムコは機器のリースのみで経営は独自の店舗）での配布もあったほか、郵送での定期購読や実費分の切手を送付することによって、バックナンバーや最新号の郵送取り寄せも可能だった（実質的にはフリーペーパーであるものの、定価が設定されており郵送取り寄せ時にはこの定価が実費として必要だった。また、実際に有料で頒布していた時期や店舗もあった）。また、月刊化初期にはファミコンブームと重なってたこともあってか、おもちゃ屋等でもナムコ（ナムコット）のゲームの販促用に本誌が配布される例もあった。
会社とファンとの交流の場でもあったことから、ゲーム開発者が直接回答する質問コーナーや読者投稿ページもあり、初期の投稿者の中には田尻智など、現在では著名なゲーム開発者やゲームライター、雑誌編集者などの名前が見受けられる。掲載者にはオリジナルTシャツなどが送られたり、頒布用カレンダーが余った年には応募者にプレゼントするなどファンサービスは旺盛だった。ゲームに関係する記事のほか、読み物として発行当時ナムコ社員だった冨士宏の「午後の国」や「迷廊館のチャナ」、大場惑のショートSFが掲載されていたこともあった。
ナムコは1986年よりテレホンサービスを運営していたが、その担当はNG本誌の読者投稿コーナー担当者が兼任していた（マッコウ「マッコウのテレフォンインフォメーション」、マカちゃん「マカちゃん・キュージくんのナムコテレフォン大作戦」、S子「NG元気日記」）。
なお、NGのファンクラブ「NGクラブ」も存在した。月刊No.17で編集者より募集が行われたものの、その後一年半音沙汰が無く、1989年夏ごろより活動を開始。全国に支部を展開し、NGとは別に会報も発行された。また、同クラブのメンバーが取材で誌面に登場する事もあった。本部には漫画家デビュー前の広江礼威が在籍していた。

## 主な構成
「新作ゲーム紹介」や「特集記事（「キャンプ特集」など、アウトドア志向のものもあった）」などのほか、以下のような記事で構成されていた。
- トピックス（表紙裏）
- 付録
  - ペーパークラフトやカセットテープ用インデックスカードなど。
- インターフェース（後にハードウェアサポートと改称）
  - 開発担当者が直接質問に答える。遠藤雅伸が企画したと言われる。
  - 月刊化以降もNo.14まで連載。のちにNo.29より、ゲーム開発について解説する「ナムコ・教養講座 OS」も連載された。
- 全国ロケーション（店舗）紹介→ロケーション・ネットワーク（月刊化以降）
  - 全国各地のナムコ直営店への取材レポート。
- 図画工作教室
  - 「Mr.ドットマン」によるドット絵講座。後にフルスクラッチモデルの製作・解説も行った。
- ロボット
  - マイクロマウスや催事用ロボットなどの紹介。
- ラジオはアメリカン
- マンガ
  - 「午後の国」（季刊時代）、「迷廊館のチャナ」（No.30 - 最終号）、「まけないクン」等。単発で『超絶倫人ベラボーマン』や『爆突機銃艇』などのマンガも掲載。
  - 「午後の国」は月刊化後のNo.4にバレンタインスペシャルが掲載された。
- 読者投稿ページ
  - NG TALK（季刊時代）→元気新聞（月刊化以降）
  - 月刊化以降は「京極院静鳳先生の書道塾」「ことわざ予備校」など、企画物のコーナーが増加した。
- ナムコグッズ通信販売カタログ
  - 季刊時代、巻末に掲載。
- 「遊び」をクリエイトするコラム VOICE OF PLAY
  - 月刊創刊号より開始された、著名人へのインタビュー。No.13を最後に一時期途絶えるが、No.21 - 26までの短期間復活した。
- NGファンアンケート
  - 月刊化以降、巻末に掲載されたアンケート。ここから生まれた記事や企画もある。
- WHAT'S NAMCO?
  - No.13より不定期連載。広報誌ながらナムコらしさを内外に問う内容で、時に読者に挑発的なメッセージを掲載するなど波紋を呼んだが、No.26を最後に掲載されなくなった。
- チャレンジマン'88
  - 1988年4月1日 - 1989年3月31日の間、読者が一年を通して目標を立てて実行する企画。No.16にて募集を行い、No.29の最終報告をもって終了。
- ゲームインプレッションコーナー
  - No.33より開始。毎回決められたナムコゲームについて読者の採点を募集し、NG読者代表（NGクラブメンバー）が意見をまとめ、開発担当者からコメントをもらう企画。

## 刊行リスト

### 季刊期（1983年 - 1986年）
A5判の小冊子で、40ページ前後で構成されていた。
- 創刊号：特集記事 ゼビウス（1983年2月15日発行）[1]
- 2号：マッピー
  - 海賊版（デッドコピー）の見分け方や、社長（中村雅哉）の一日を紹介。
- 3号：エレメカ
- 4号：リブルラブル
- 5号：ギャプラス
- 6号：ドルアーガの塔
- 7号：パックランド
- 8号：ナムコット
- 9号：科学万博 つくば'85
  - ナムコはマスコットキャラクターである「コスモ星丸」のロボットの製作、および会場内「星丸ランド」のゲームセンター部分の出展を担当した。
  - 風営法が改正施行され、ゲームセンターが規制対象になったことに対しての「新風営法を考える」という特集ページがある。
- 10号：ナムコ創立30周年（1）
- 11号：ナムコ創立30周年（2）
- 12号：ナムコ創立30周年（3）
- 13号：トイポップ
- 14号：イシターの復活

### 月刊期（1986年 - 1989年）
1986年11月から本の体裁がA5判からB5判へ大型化され月刊となった。月刊化に伴い定価150円となったが、一部の直営店では無料配布されていた。
月刊創刊号：1986年11月号

<ゲーム紹介>
- 源平討魔伝
- マッピーランド

No.2：1986年12月号
- パックマンが表紙（No.13まで）
- 巻頭特集にダチョウ倶楽部（南部寅太在籍時）が登場

<ゲーム紹介>
- プロ野球ファミリースタジアム
- メトロクロス（FC版）

No.3：1987年1月号

<ゲーム紹介>
- 3DサンダーセプターII
- ローリングサンダー
- ドラゴンバスター（FC版）

No.4：1987年2月号
No.5：1987年3月号

<ゲーム紹介>
- ワンダーモモ

No.6：1987年4月号

<ゲーム紹介>
- 妖怪道中記
- さんまの名探偵
- ファミリージョッキー

No.7：1987年5月号

<ゲーム紹介>
- さんまの名探偵
- ファミリージョッキー

No.8：1987年6月号

<ゲーム紹介>
- ドラゴンスピリット
- ファミリーボクシング
- ドラゴンスレイヤーIV ドラスレファミリー

No.9：1987年7月号

<ゲーム紹介>
- ドラゴンスピリット

No.10：1987年8月号

<ゲーム紹介>
- ドラゴンスピリット
- ブレイザー
- ファミリーマージャン
- デジタル・デビル物語 女神転生

No.11：1987年9月号

<ゲーム紹介>
- デジタル・デビル物語 女神転生
- クエスター

No.12：1987年10月号

<ゲーム紹介>
- パックマニア

No.13：1987年11月号
No.14：1987年12月号

<ゲーム紹介>
- ファイナルラップ
- ギャラガ'88
- プロ野球ファミリースタジアム'87
- ファミリーテニス
- スターウォーズ

No.15：1988年1月号

<ゲーム紹介>
- ファミリーサーキット
- ドラゴンバスター（MSX2版）
- 妖怪道中記（PCエンジン版）
- 独眼竜政宗

No.16：1988年2月号

<ゲーム紹介>
- 独眼竜政宗

No.17：1988年3月号
- 読者投票の結果、バビロニアン・キャッスル・サーガのキャラクターであるカイが表紙を飾る（No.26まで）

No.18：1988年4月号

<ゲーム紹介>
- アサルト
- 超絶倫人ベラボーマン

No.19：1988年5・6月合併号

<ゲーム紹介>
- 三国志 中原の覇者

No.21：1988年7月号

<ゲーム紹介>
- カイの冒険

No.22：1988年8月号 情熱増幅号
- 三国志 中原の覇者
- ファイナルラップ
- ドラゴンスピリット
- メルヘンメイズ
- 河野光インタビュー

No.23：1988年9月号

<ゲーム紹介>
- 爆突機銃艇

No.24：1988年10月号

<ゲーム紹介>
- オーダイン
- メタルホーク
- プロテニスワールドコート
- 貝獣物語

No.25：1988年11月号

<ゲーム紹介>
- 未来忍者
- オーダイン
- キングオブキングス

No.26：1988年12月号
- この号から無料化される
- WHAT'S NAMCO?の記事として、中潟憲雄と藤子不二雄Ⓕの対談が掲載される

<ゲーム紹介>
No.27：1989年1・2月号

<ゲーム紹介>
- ウイニングラン

No.28：1989年3・4月号
- NGのロゴが変更。フェリオスのキャラクターであるアルテミスのポスターが付録として付いた

<ゲーム紹介>
- フェリオス
- ロンパーズ

なお、No.20は存在しない。

### 隔月刊期（1989年 - 1993年）
No.29：1989年6月号
- 表紙から月刊の文字が消える

<ゲーム紹介>
- ワルキューレの伝説

No.30：1989年8月号

<ゲーム紹介>
- ダートフォックス

No.31：1989年10月号

<ゲーム紹介>
- バーニングフォース
- ファイネストアワー
- フォートラックス

No.32：1989年12月号

<ゲーム紹介>
- ウイニングラン鈴鹿GP

No.33：1990年2月号

<ゲーム紹介>
- マーベルランド

No.34：1990年4月号

<ゲーム紹介>
- ギャラクシアン3
- ドルアーガの塔 (アトラクション)

No.35：1990年6月号
- 花の万博開催時、読者に前号付録のお面を着けさせ、ドルアーガの塔の前に集合させる企画を行った。

No.36：1990年8月号

<ゲーム紹介>
- ファイナルラップ2

No.37：1990年10月号

<ゲーム紹介>
- ドラゴンセイバー
- ピストル大名の冒険

No.38：1990年12月号

<ゲーム紹介>
- ドラゴンセイバー

No.39：1991年2月号

<ゲーム紹介>
- スティールガンナー

No.40：1991年4月号

<ゲーム紹介>
- ローリングサンダー2
- ウイニングラン'91
- ドライバーズアイ

No.41：1991年6月号

<ゲーム紹介>
- ゴーリーゴースト

No.42：1991年8月号

<ゲーム紹介>
- スターブレード

No.43：1991年10月号

<ゲーム紹介>
- スーパーワールドスタジアム

No.44：1991年12月号

<ゲーム紹介>
- ソルバルウ
- ギャラクシアン3プロジェクト・ドラグーン

No.45：1992年2月号

<ゲーム紹介>
- スティールガンナー2

No.46：1992年4月号

<ゲーム紹介>
No.47：1992年6月号

<ゲーム紹介>
- コカコーラ鈴鹿8アワーズ

No.48：1992年8月号

<ゲーム紹介>
- バブルトラブル
- スーパーワールドスタジアム'92

No.49：1992年10月号

<ゲーム紹介>
- ファイナルラップ3
- F/A

No.50：1992年12月号

<ゲーム紹介>
- コズモギャング・ザ・パズル
- エクスバニア

No.51：1993年2月号

<ゲーム紹介>
- シュータウェイII

No.52：1993年4月号
- 最終号
<ゲーム紹介>
- ナックルヘッズ
- スーパーワールドコート

## 休刊後
『NG』休刊後、季刊誌『NOURS』（ノワーズ）が発行され、52号刊行された。バンダイとの合併後、『B-NOURS』（ビィ・ノワーズ）と改称し12号刊行された。知的エンターテインメントを切り口とした構成で、最新ゲーム情報のみならず、映画、音楽、ショップなど一般エンターテインメント情報を掲載。ナムコと読者が遊び心で交流するマガジンで、ヤングアダルトを中心に幅広い読者層から好評を得た。ロケーションを紹介するページや、読者からの投稿を掲載するページは『NG』時代から継続して存在した。
『B-NOURS』は2009年4月発行の12号をもって休刊し、『季刊NG』から26年続いた歴史に終止符が打たれた。
2010年開始のリメイクシリーズ「ナムコジェネレーションズ」では、ロゴに『NG』の後期ロゴが引用された。
2021年、Amazonのオンデマンド・プリントサービス「Merch by Amazon」にバンダイナムコが参加、『NG』の前期ロゴ・後期ロゴがプリントされたTシャツが販売された。

## 書籍
ザ・ナムコ・グラフィティ〈1〉完全保存版!NG総集編&特別編集号（ソフトバンク、ISBN 4-89052-585-8、1994年）